# Velika Horasanska cesta
(Velika) Horasanska cesta je bila velika magistralna cesta, ki je povezovala Mezopotamijo z Iransko planoto in od tod s Srednjo Azijo, Kitajsko in dolino Inda.
Zelo dobro je dokumentirana v obdobju Abasidov, ko je povezovala jedro glavnega mesta Bagdada s severovzhodno provinco Horasan.

## Zgodovina
Arheološke najdbe kažejo, da je bila cesta v redni uporabi v 3. tisočletju pred našim štetjem in je povezovala Srednjo Azijo z Mezopotamijo. V obdobju Ahemenidov je cesta predstavljala vzhodni del sistema kraljevih cest.

## Potek
Ahemenidska cesta se je začela iz srednje azijske prestolnice Ekbatana in končala pri srednjeazijskem mestu Baktra (Balkh), peljala skozi Rhagae (Rey), Kaspijska vrata (sodobna Tang-e Sar-e Darra), Hirkanijo in Partija. Velika cesta je povezovala Baktro z dolino Inda.
Horasanska cesta je morda najbolje dokumentirana od cest Abasidskega kalifata; ne samo, da jo je podrobno opisal Ibn Rustah, ampak večina drugih srednjeveških muslimanskih geografov, kot sta Kudama ibn Dža'far in Ibn Khordadbeh, se nanjo sklicujeta in v svojih delih podajata razdalje vzdolž njenih različnih odsekov. Cesta se je začela pri vratih Horasan na vzhodni strani okroglega mesta Al-Mansur in zapustila mesto pri drugih vratih Horasan v vzhodnem Bagdadu.
Prvo naselje po Bagdadu je bilo Nahravan ali Džisr Nahravan ('Nahravanski most'), poimenovano po velikem kanalu Nahravan, ki je potekal skoznje. V obdobju Abasidov je bilo uspešno, vendar je bilo zapuščeno in propadlo, ko se je cesta premaknila proti severu v Ba'kubo. Okoliško okrožje je bilo znano kot Ṭarīk-i-Horāsān po Horasanski cesti. Naslednje mesto je bilo v arabščini znano kot Daskarah al-Malik ('kraljeva Daskara') in se identificira z Dastagirdom iz sasanidskega obdobja. Nato je sledila Džalula, blizu katere je velik most iz Sasanidskega obdobja prečkal reko Dijala, in Khanikin, prav tako kraj pomembnega mostu, ter Qasr Sjirin, 'grad Širin', imenovan po ženi sasanidskega šaha Hosrova II. Pri Hulvanu je cesta zapustila mezopotamsko nižino in vstopila v gorovje Zagros in provinco Džibal. Cesta se je nadaljevala do Madharustana in končno zapustila prelaz Hulvan pri mestu Kirind in vasi Kušan. Nato sta sledila Tazar ali Qasr Jazid in al-Zubajdija, kjer je cesta zavila proti vzhodu proti Kirmanšahu čez ravnico Majidašt ali Mahidašt. Na večini teh lokacij muslimanski geografi beležijo prisotnost ostankov sasanidskih palač. Od Kirmanšaha se je cesta nadaljevala do Hamadana in Sivaha, zavila proti severu do Raja in od tam šla proti vzhodu v provinco Kumis. Cesta je bila glavna rešilna bilka Kumisa in večina mest v provinci je bila vzdolž njenega toka: Khuwar, Qasr ali Qariyat al-Milh (»Solni grad«), Ras al-Kalb (»Pasja glava«, prepoznavna kot Lasgird ), Samnan, Damghan, al-Haddadah ("Kovačnica") ali Mihman-Prah in Bistam. Blizu Bistama, pri vasi Badhaš, je cesta vstopila v Horasan.
Po vstopu v Horasan se je cesta razdelila na dvoje: severni krak, imenovan tudi 'karavanska cesta', ki vodi do Džadžarma in od tam preko Azadvarja do Nišapurja, in krajši južni krak ali 'postna cesta' ob robu  puščave Dasht-e Kavĩr, preko Asadabada, Bahmanabada ali Mazinana in Sabzivarja, spet do Nišapurja. Kmalu za Nišapurjem, pri Qasr al-Rihu ("Grad vetra"), se je cesta ponovno razdelila na dva kraka, ki vodita proti jugozahodu in severovzhodu. Jugozahodna veja je vodila do Herata, od koder se je odcepila naprej, s cestami, ki so vodile proti vzhodu do Ghurja ali preko Asfuzarja in Faraha proti jugu do Zaranja v Sidžistanu. Severovzhodni krak glavne ceste je vodil od Qasr al-Riha preko Mašhada, Tusa, Mazdarana in Sarakhsa do Marva Velikega in Marv al-Rudh. Od Marva Velikega se je cesta nadaljevala do prečkanja reke Oxus pri Amulu in naprej do Buhare in Samarkanda. Od Marv al-Rudha je ena veja vodila proti jugu do Herata, medtem ko je druga šla proti severovzhodu do Balkha in, prav tako preko Oksusa, do Tirmida, od koder se je odcepila na različne ceste v okrožji Saghanijan in Khutal, medtem ko je druga veja vodila proti zahodu do Buhare in Samarkand. Od Amula je vodila še ena veja vzdolž južnega brega Oksusa do Hvarizma in Aralskega jezera. Iz Samarkanda je cesta prečkala reko Sughd in vodila do mesta Zamin v Usrušani, vzhodno od lokalne prestolnice Bunjikath. Tam se je cesta spet razdelila, pri čemer je en krak vodil proti severu do Šaša in spodnjega toka Jaxartesa, drugi pa proti vzhodu do zgornjega toka Jaxartesa, Ferganske doline in Kitajske.

## Galerija
- Okroglo mesto Bagdad
- Bab al-Wastani, ruševine Horasanskih vrat
- Nahravan kanal leta 1909
- Ruševine Qasr-i Šhirin
- Kangavar leta 1840
- Gora Alvand blizu Hamadana leta 1840
- Ruševine Šahr-e Rey, 1840
- Ruševine Divar-e Baru v Damghanu
- Ruševine Tusa
- Ruševine Merva
- Amu Darja
- Buhara
- Ruševine Samarkanda
- Reka Serafšan